# Roger Gautier
Roger Gautier   (11è districte de París, 11 de juliol de 1922 - 4t districte de París, 23 de maig de 2011) fou un remer francès que va competir durant la dècada de 1950.
El 1952 va prendre part en els Jocs Olímpics d'Estiu de Hèlsinki, on guanyà la medalla de plata en la prova del quatre sense timoner del programa de rem. Formà equip amb Pierre Blondiaux, Jacques Guissart i Marc Bouissou.
En el seu palmarès també destaca una medalla de bronze al Campionat d'Europa de rem de 1953 en el vuit amb timoner.